# Naturalistyczny język sztuczny
Język sztuczny naturalistyczny – sztuczny język pomocniczy utworzony w celu jak najwierniejszego oddania wspólnych cech morfologicznych i leksykalnych grupy spokrewnionych ze sobą języków. Przyświeca temu zazwyczaj idea, że język taki ma być relatywnie łatwy do biernego opanowania – w wielu przypadkach bez uprzedniej nauki – przez osoby mówiące językami danej grupy językowej. Ponieważ utworzenie takiego języka zakłada uwzględnienie specyficznych cech języków źródłowych, czynne posługiwanie się takim językiem jest na ogół trudniejsze niż w przypadku języków sztucznych schematycznych, jednak dzięki uproszczeniu gramatyki znacznie łatwiejsze niż opanowanie języków etnicznych.
Termin ten jest najczęściej używany w odniesieniu do języków opartych głównie na językach romańskich, aczkolwiek pojawiły się także projekty naturalistycznych języków pan-germańskich, pan-słowiańskich, a nawet pan-celtyckich. Najbardziej znanymi językami tego typu są latino sine flexione, occidental, interlingua i międzysłowiański.
Określenie naturalistyczny również używane jest w kontekście języków artystycznych. Wówczas oznacza to, że język naśladuje procesy fonetyczne, leksykalne i gramatyczne charakterystyczne dla języków etnicznych, często w formie wysokiego stopnia nieregularności gramatycznej.